# Râul Crasna, Jiu
Râul Crasna este un curs de apă, afluent al râului Amaradia. 